# Christophe Landrin
Christophe Landrin (Roubaix, 30 giugno 1977) è un ex calciatore francese, di ruolo centrocampista.